# Peucephyllum
Peucephyllum es un género monotípico de plantas fanerógamas perteneciente a la familia de las asteráceas. Su única especie Peucephyllum schottii es originaria de Norteamérica.

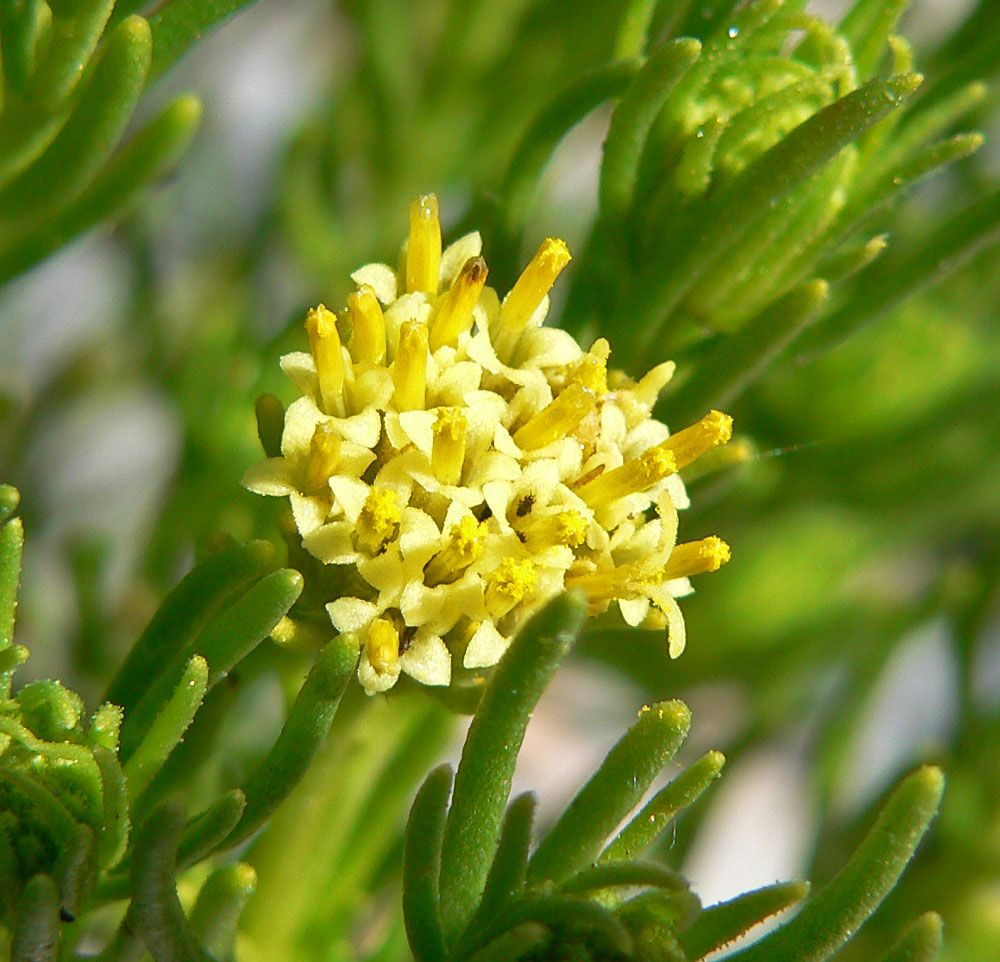
Inflorescencia

## Descripción
Es un arbusto o arbolito y en su mayoría con un tamaño de 100-300 cm. Tallos. (1-5 +), ramificados. Hojas caulinares, sésiles; hojas linear-filiformes, rara vez con 1-2 lóbulos laterales, los márgenes enteros,  glandulosas . Inflorescencias discoides, solitarias. Los involucros cornetes a campanulados, de 6-12 mm de diámetro. Las brácteas persistentes o tardíamente caídas, 8-18 en ± 2 series (lineares a lanceoladas. Disco floretes 12-21, bisexuales y fértiles; las corolas de color amarillo, púrpura distal. Tiene un número de cromosomas de x = 10.

## Distribución
Se encuentra en el sudoeste de Estados Unidos, noroeste de México.

## Taxonomía
Peucephyllum schottii fue descrita por Asa Gray y publicado en Report on the United States and Mexican Boundary . . . Botany 2(1): 74. 1859.
Sinonimia
- Psathyrotes schottii (A.Gray) A.Gray